# 白沙坑文德宮
23°52′20″N 120°31′24″E / 23.872173°N 120.523244°E
白沙坑文德宮，舊名保安宮，是位於臺灣彰化縣花壇鄉白沙村的福德正神廟，其元宵節在白沙村、文德村、長沙村的燈排遶境被列為彰化縣無形資產。

## 歷史沿革
廟記說福建泉州晉江縣蚶江人李朝魁受知縣胡邦翰感招，攜帶福德正神像前來白沙坑開墾，日後村民建立土地廟，取名「保安宮」。學者林文龍在《台灣史蹟叢論》考證，胡邦翰是乾隆二十六年（1761年）六月從福建平和縣調任彰化，此廟應為在乾隆二十六年後建立。咸豐年間，由當地出身的翰林曾維楨出面重修並改名「文德宮」。

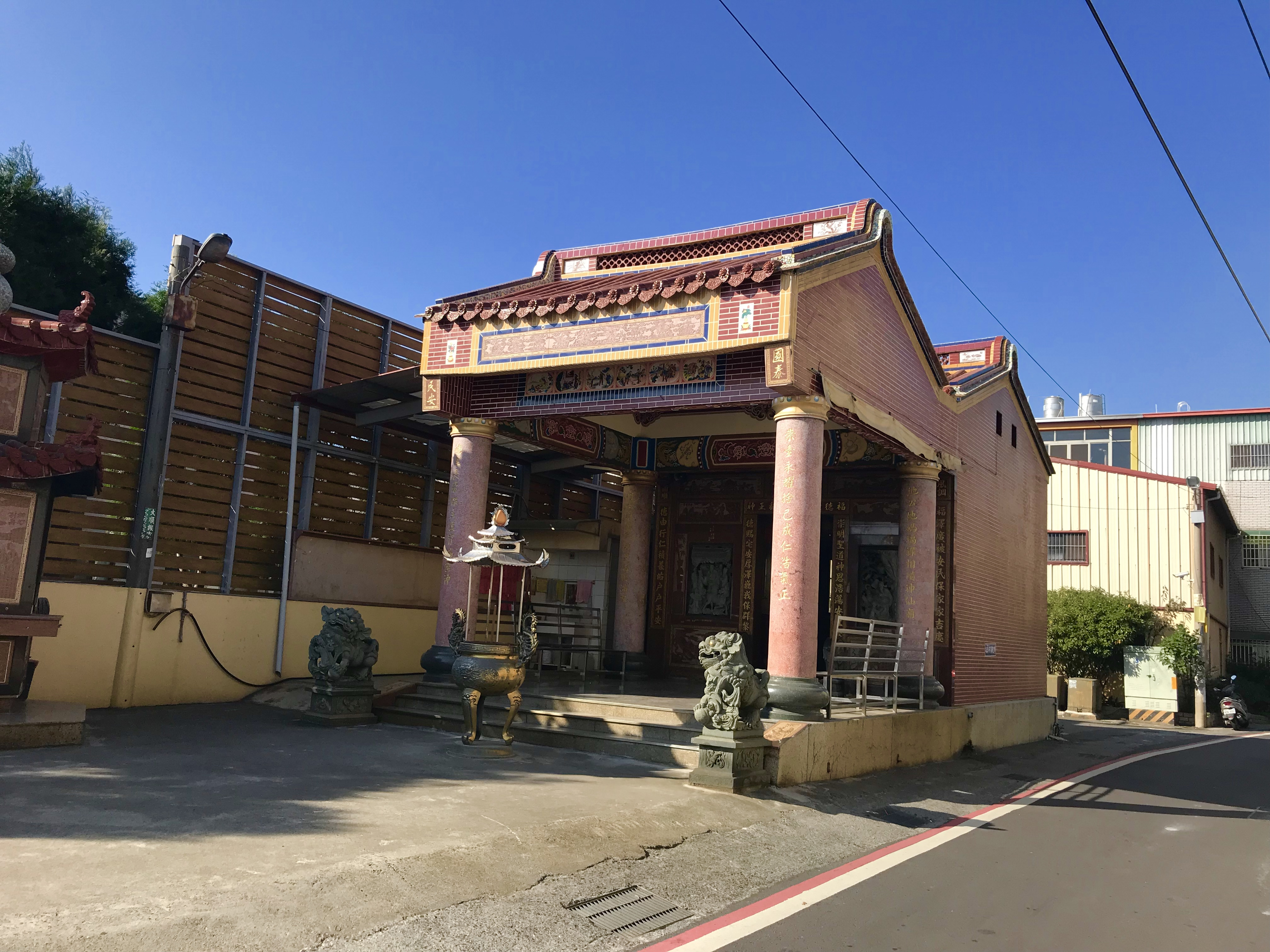
花壇崇德宮

該廟為白沙村、文德村、長沙村共同的祭祀公廟。清末，因各角頭迎花燈鬧分家，最後擲筊請神尊留在此廟，香爐及文武判官則在其它兩處寺廟供奉。如口庄明德宮就是其分靈廟。後來信徒認為分靈造成問神困難，因此在文德宮與兩間分靈廟路途中間，設立專門主祀土地婆的花壇崇德宮，藉以牽制土地公。
之前文德宮在現址靠兩百公尺的北側河堤邊，1946年端午節遭遇水患，廟埕與東西廂付之波濤，1969年又重建。廟址為花壇鄉白沙村彰員路三段6號、彰員路360號。

## 廟身建築

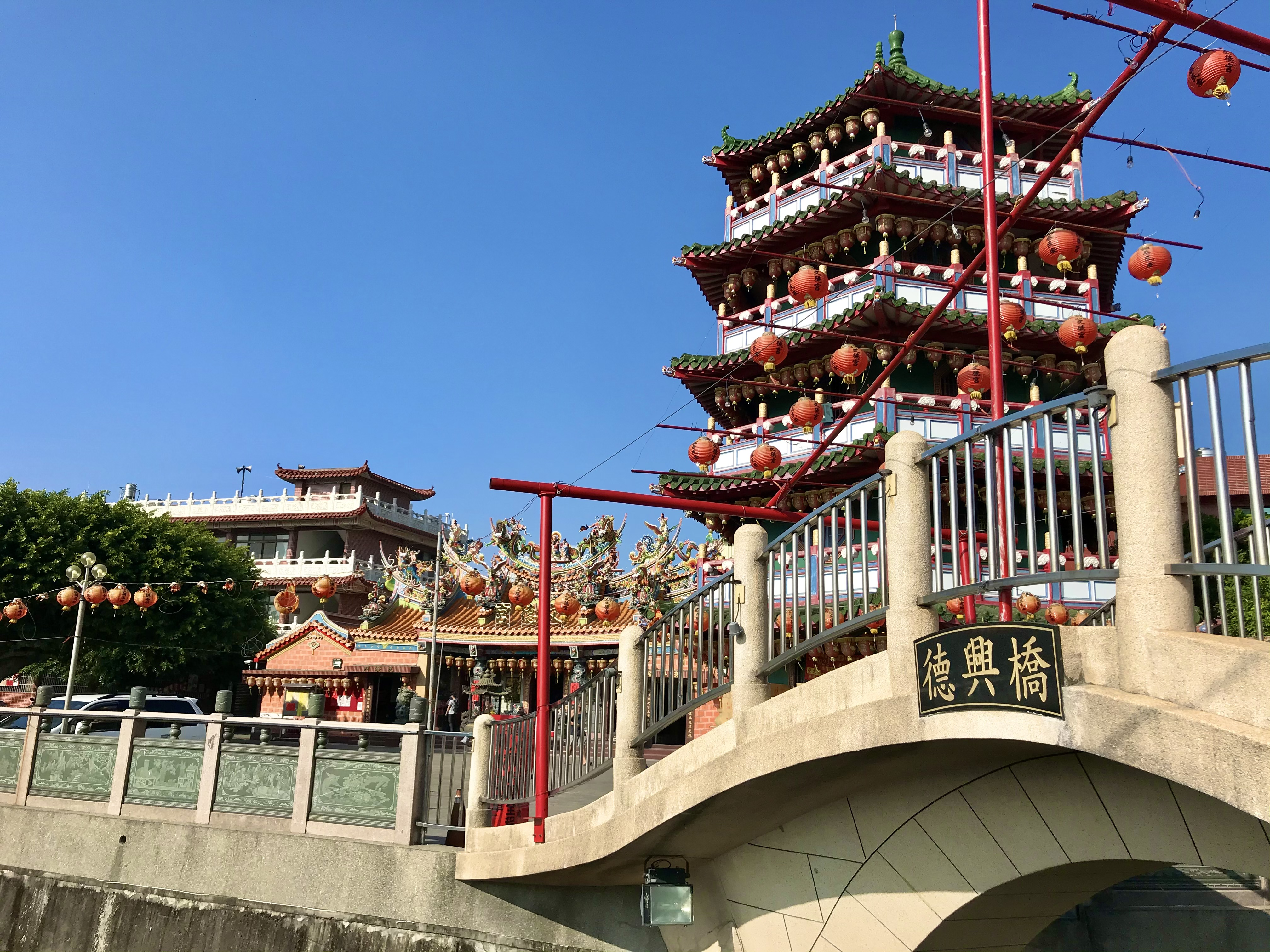
前殿與五營樓

為遷就地形，文德宮整體建築形成坐北朝南、兩廂寬、縱深淺的格局。依然為傳統四合院形式，但前殿往後縮與主殿相連，省去傳統四合院中間慣有的天井，且朝左右兩廂擴建，因此廂房較為寬闊，並在廂房與殿間留出日、月井，及取作「拔萃門」、「華登門」的東西兩門。左廂房內有五坪大的空間，模仿古中國官員接待處的陳設，擺有數張太師椅、儀仗、供桌並放上標示「十方客神香位」等。
主建築左前方設有五層寶塔，供俸五營神將，一樓為南營蕭聖者、二樓東營張聖者、三樓中營李元帥、四樓西營劉聖者、五樓北營連聖者。因臺灣一般是將五營神將以廟宇為中心，在廟境外緣四方建立各營，廟方為神將建塔的建築在臺灣十分罕見。此塔可俯瞰全廟，天氣佳則可見彰化平原。

## 傳說故事
此廟的土地公造型之所以戴官帽，傳說正與曾維禎有關。相傳在殿試時，道光皇帝見到曾維楨背後站著一位白髮老翁，之後又立即消失不見，遂驚訝詢問，曾維楨回說僅攜帶家鄉土地公香火以保平安。皇帝於是冊封白沙坑福德正神「與翰林同格」。
地方還傳說曾維楨與道光皇帝欣賞京城花燈，突然思念家鄉親人而向皇帝辭官，雖不獲不准但被御賜白沙坑可在元宵節仿效京城舉辦大型燈會。一說是發生在道光二十五年（1845年）、道光八年（1828年）。
據去中國大陸考證的文史工作者蔣敏全表示，皇帝冊封白沙坑土地公「與翰林同格」，以及御賜白沙坑可仿效京城舉辦燈會等兩項傳說屬於美化之事。道光廿五年曾維楨在湖南石門縣擔任知縣，並無與皇帝賞遊京城花燈。他主張以下兩種原因。
其一、白沙坑早年主要族群為泉州人，但泉州府並無字姓燈與燈排遶境的傳統文化。昔日白沙坑人常隨著南船至潮州府沿海與當地客家人買魚苗，從鹿港運上岸後再運到花壇養大後轉賣至彰化城，這也是花壇舊稱為「魚苗寮」之因。可能是曾維楨考取翰林功名後，白沙坑人援用潮州府汕頭使用的字姓燈與燈排來慶祝。
其二，道光六年（1826年），東螺堡睦宜庄李通，竊取粵人黃文潤豬隻，導致演變成中台灣閩粵大械鬥，粵籍客家人建立的客家人專屬市集永靖街還被焚毀。此時，曾維楨堂弟曾拔萃，以恩貢生身分出面安撫民心，保護白沙坑及其附近的粵籍客家人，讓兩族群彼此有交流互信的機會。客家人可能於道光七年或八年間的元宵節，開始了抬客家燈排的遶境活動，一來慶祝曾維楨獲得功名，二來期許族群和平相處，燈籠舊稱「平安燈」，燈上寫的「合族平安」、「合境平安」的意義也在於此。
2018年，《戲說台灣》受花壇鄉鄉長李成濟所託，將此傳說以10個單元劇播出，在該年1月24日由廖峻等劇組人員在此廟舉行開鏡儀式。
還有傳說花壇庄日籍的內田警官，聽從保正曾智海（曾維楨伯父之曾孫）、警員陳玉建議，讓乩童拿此廟土地公神像的木屑，治療內田警官妻子的病，因而廟宇在皇民化運動免受於難。

## 燈排遶境
白沙坑元宵燈排其製作有一定規格，每燈排的燈籠數需為單數，一般為二十三盞，包括一盞置於燈排前端的土地公燈，其他盞由紅布圍起，首排兩盞為寫著頭家姓氏的字姓燈，第二排至第六排每排皆為四盞。若欲增加燈籠數目，須以排計算，每排增四盞，故有二十七盞、三十一盞，甚至更多者。
依蔣敏全的考證，白沙坑字姓燈燈排遶境的年代，可從廟史記載的道光廿五年元宵節，再往前追溯到道光七年或八年。二次世界大戰美軍空襲臺灣，日本政府實施燈火管制時，唯有白沙坑元宵燈排遶境變通在白天舉辦，不僅寫下遶境未曾中輟的紀錄，也締造白天打燈籠的奇聞。傳統上分為三天舉行，正月十四是進神兵，十五日就是最盛大的迎花燈遶境，十六日為安神兵營。元宵前夕比較簡單，巡行村內主要道路，信徒不必準備牲禮祭拜。因地方建設，空間不多，安神兵營已於1985年集中於廟前的五營樓。2008年，此廟迎燈排遶境被彰化縣政府登錄為無形文化資產。
元宵節當晚上八點前，各家燈排在陣頭的引領下，陸續到文德宮廟埕前集合。這時翰林曾維楨的文物也會在廟宇展出。燈排之前有一或二人手持火把引導，旁有專人準備供應燈籠燭火的蠟燭，另一人拿著點燭時撐燈排用的篙叉仔跟隨在後。燈排首先要到神明前致敬，方式是抬燈排的兩人一前一後朝對向主殿，前面的人用力將燈排前端向上高拋三次，致敬過後，再抬到廟宇旁事先搭好的架子放置等待出發。在迎燈排過程中如不慎燃燒，謂為「出丁」，表示燈排主人該年有家人會生男丁。
依例，燈排數總共十二排，其中九排由九名頭家提供，屬公眾的燈排。九位頭家由祭祀圈的文德村、白沙村、長沙村分別選出各三人。另外三排分別是屬於私人的，由庄內三大家族的公號負責，分別是大厝口的黃和興義堂、新厝內的李協源及埤底的李協利。
晚上八點，工作人員將坐鎮的福德老爺神轎佈置妥當後，就由司儀宣佈起駕，在嗚炮聲中由神明的頭旗、頭燈及彩排帶領下從爐主的村落開始遶境，彩排之後由各家的陣頭及燈排，依序為鼓、鑼、鑾駕牌、四支長方形塑膠燈籠、兩支火把，最後由爐主護駕的八人神轎押陣。遶境時，只要有信徒擺下香案的巷弄，神轎就一定要走到，因一些小巷弄載運陣頭的車輛難以進入，故燈排與陣頭反而在大街上等待神轎出來。穿梭在隊伍中的廟方執事人員分送令旗及平安符，並與信眾交換香枝。神轎經過之處，信徒也會躦轎腳。
遶境經過的幾個主要廟宇和經過曾翰林、大厝口黃和興義堂、李協源及李協利家族這四大家族公廳時，依慣例神轎必需前往行禮致意。四大家族獲此尊崇的原因是：大厝口黃和興義堂相傳是最早開發白沙坑的家族；曾翰林家族因感謝皇帝御賜，需把皇帝聖旨及曾翰林考上進士的捷報掛在會場供人觀賞；李協源、李協利家族祖先將此廟土地公從蚶江供奉過來。
遶境文德村、白沙村、長沙村三村的活動直到隔日凌晨才結束。

## 外部連結
- 白沙坑文德宮的Facebook專頁
- 官方网站
- 文化部文化資產局—花壇白沙坑迎花燈 （页面存档备份，存于）